# Tūskāstān
Tūskāstān (persiska: توسكاستان, توسكِستان, تُسكاستان) är en ort i Iran.   Den ligger i provinsen Golestan, i den norra delen av landet, 300 km öster om huvudstaden Teheran. Tūskāstān ligger 445 meter över havet och antalet invånare är 244.
Terrängen runt Tūskāstān är kuperad åt nordväst, men åt sydost är den bergig. Runt Tūskāstān är det ganska tätbefolkat, med 139 invånare per kvadratkilometer. Närmaste större samhälle är Gorgan, 14,2 km nordväst om Tūskāstān. I omgivningarna runt Tūskāstān växer i huvudsak blandskog.